# Albert S. D'Agostino
Albert S. D'Agostino (27 de diciembre de 1892 - 14 de marzo de 1970) fue un director artístico estadounidense. Estuvo nominado a cinco Premios Óscar en la categoría de Mejor Dirección de Arte. Trabajó en 339 películas entre 1921 y 1959.
Nació en Nueva York, y murió en Los Ángeles.

## Filmografía selecta
- Magnificent Brute (1936)
- The Magnificent Ambersons (1942)
- Flight for Freedom (1943)
- Step Lively (1944)
- Experiment Perilous (1944)